# گزارش سالانه
گزارش سالانه (انگلیسی: Annual report) نشریه‌ای سالانه است، که شرکت‌های سهامی برای توصیف عملیات و شرایط مالی شرکت، تهیه و منتشر می‌نمایند. بخش ابتدایی گزارش اغلب شامل ترکیبی از نمودارها، تصاویر و توضیحاتی است که فعالیت‌های شرکت در سالی که گذشت را روایت می‌کند. بخش انتهایی، گزارشی شامل اطلاعات مالی و عملیاتی، همراه با جزئیات است. به‌ عبارت‌ دیگر گزارش سالیانه سندی ضروری از عملکرد مالی یک ساله شرکت است که در اختیار سهام‌داران قرار می‌گیرد.